# Тончо Русев
Тончо Русев Русев е български музикант - композитор, диригент и тромпетист, изключително продуктивен автор на повече от 1000 песни, много от които се превръщат в шлагери на българската поп музика.

## Биография и професионална кариера
Тончо Русев е роден на 20 април 1932 г. в гр. Бургас, в семейството на локомотивния машинист Руси Тончев и служителката в българските държавни железници Тодорка Русева. Баща му свири на акордеон и мандолина. След като установява музикалните наклонности на сина си в училищния оркестър, той продава часовника си, за да му купи тромпет. Още от детството си младият Тончо, заедно с брат си Иван, е дълбоко впечатлен от морето, което той по-късно пресъздава в своите песни.
След като завършва гимназия, постъпва в завод „Червено знаме“ като шлосер, където създава работническа духова група от 60 души. По същото време той взима уроци по тромпет от солиста на бургаската филхармония Димитър Ганев. Известно време свири в симфонични оркестри. Докато се готви да следва индустриална химия, е чут от едни от най-добрите музиканти в Бургас, които го убеждават, след продължителни разговори, да кандидатства в музикалната академия.
Тончо Русев завършва Музикалната академия, специалност „Тромпет“, в класа на професор Кърпаров през 1955 г. Работи като оркестрант в симфоничните оркестри на Бургас, Перник и Софийската опера.
- През 1957 г. е един от основателите на оркестъра на Сатиричния театър.
- През 1960 г. е в първия състав на Биг бенда на Българското национално радио.
- През 1962 г. основава заедно с Димитър Ганев, Морис Аладжем и др. оркестър „Балкантон“, в който свири до 1972 г.
- През 1965 г. написва първата си песен – „Звезди“, в изпълнение на Георги Кордов. Текстът е на Дамян Дамянов, съпр. орк. „Балкантон“, дир. Димитър Ганев.
- През сезона 1972 – 73 г. ръководи отдел „Естрада“ към Концертна дирекция.
- През 1974 г. създава заедно с Иван Кутиков оркестър „Спектър“ към металургичния комбинат Кремиковци и става негов главен художествен ръководител. С този оркестър през 1977 г. е записана цялата втора дългосвиреща плоча на Мустафа Чаушев ВТА 2098 в „Балкантон“.[2]
- От 1980 до 1985 г. е директор на дирекция „Българска естрада“.
- В началото на 90-те работи като музикален продуцент на фирма „Мега музика“.
- От 1996 г. е на свободна практика.

В продължение на повече от четири десетилетия неговите песни са изпълнявани от повечето известни български певци и певици, като особено близко е сътрудничеството му с Лили Иванова, Васил Найденов, Веселин Маринов и др. Неговите песни се изпълняват с успех и от чуждестранни певци, между които София Ротару, Филип Киркоров, Дагмар Фредерик, Фара Мария и др. Повечето от песните му са създадени по текстове на български поети като Елисавета Багряна, Иван Вазов, Ваньо Вълчев, Дора Габе, Атанас Далчев, Дамян Дамянов, Калин Донков, Георги Джагаров, Петя Дубарова, Евтим Евтимов, Павел Матев, Христо Фотев, Борис Христов, Адриана Йорданова.
Член е на Съюза на българските композитори (СБК). Автор е и на детски песни, музика към театрални спектакли, телевизионни, детски мюзикъли и филмова музика („Юлия Вревская“, „Петимата от РМС“, „Тайфуни с нежни имена“).
Песните са му издавани в САЩ, Англия, Франция, Испания, Италия, Гърция, Турция, Русия и всички бивши социалистически страни.
През 2010 година пише музиката на песента „Нашата полиция“, обявена неофициално за химн на Министерството на вътрешните работи.
Умира на 10 април 2018 г. в София след кратко боледуване.

## Дискография
| Година | Албум                                                                      | Вид     | Издател          | Каталожен номер       |
| ------ | -------------------------------------------------------------------------- | ------- | ---------------- | --------------------- |
| 1967   | „Тончо Русев“                                                              | SP      | Балкантон        | BTК 2815              |
| 1968   | „Изпълнения на Тончо Русев – тромпет“                                      | ЕP      | Балкантон        | BTМ 5863              |
| 1968   | „Тишина“                                                                   | SP      | Балкантон        | BТВ 10156             |
| 1969   | „Забавна и танцова музика от Тончо Русев“                                  | ЕP      | Балкантон        | ВТМ 6064              |
| 1972   | „Песни от Тончо Русев и Дамян Дамянов“                                     | ЕP      | Балкантон        | ВТМ 6369              |
| 1972   | „Пее Борислав Грънчаров“                                                   | SP      | Балкантон        | BTК 2990              |
| 1973   | „Лили Иванова“                                                             | SP      | Балкантон        | BTК 3036              |
| 1974   | „Цветан Панков“                                                            | SP      | Балкантон        | ВТК 3122              |
| 1974   | „Песен за Лом“                                                             | SP      | Балкантон        | BTК 3150              |
| 1974   | „Панаири“, Лили Иванова изпълнява песни от Тончо Русев и Дамян Дамянов     | LP      | Балкантон        | ВТА 1628              |
| 1975   | „Христо Кидиков“                                                           | SP      | Балкантон        | BTК 3200              |
| 1976   | „Христо Кидиков“                                                           | SP      | Балкантон        | ВТК 3323              |
| 1977   | „Сила“, музикално-поетичен спектакъл                                       | LP      | Балкантон        | ВТА 1507              |
| 1978   | „Светлините пред нас ги запалихте вие“                                     | LP      | Балкантон        | ВТА 10187             |
| 1978   | „Песни Тончо Русева“, издадена в СССР                                      | EP      | Мелодия          | Г62-06843-4           |
| 1978   | „Песни Тончо Русева“, издадена в СССР                                      | MC      | Мелодия          | СМ00684               |
| 1978   | „Песни Тончо Русева“, издадена в СССР                                      | LP      | Мелодия          | С60-10833-34          |
| 1980   | „Тончо Русев. Избрани песни“                                               | LP      | Балкантон        | BTA 10543             |
| 1983   | „Тончо Русев. Избрани песни 2“                                             | LP      | Балкантон        | BTA 11137             |
| 1983   | „Звёзды болгарской эстрады поют песни Тончо Русева“, издадена в СССР       | LP      | Мелодия          | С60 19573             |
| 1983   | „Звёзды болгарской эстрады поют песни Тончо Русева“, издадена в СССР       | ЕP      | Мелодия          | Г62-10045-6           |
| 1984   | „Звёзды болгарской эстрады поют песни Тончо Русева“, издадена в СССР       | MC      | Мелодия          | СМ01243               |
| 1987   | „Радостта като сълза“, песни по стихове на Петя Дубарова                   | LP      | Балкантон        | ВТА 11941             |
| 1988   | „Като легенда“                                                             | LP      | Балкантон        | BЕA 12175             |
| 1989   | „Голямото имане“                                                           | LP      | Балкантон        | BАA 12347             |
| 1989   | „Алени пламъчета“                                                          | LP      | Балкантон        | BЕA 12488             |
| 1995   | „Петя Дубарова. Песни от Тончо Русев“                                      | MC      | Балкантон        | BТМС 7727             |
| 1995   | „Тончо Русев. Ти сън ли си...“                                             | CD      | Мега музика      | 100 068 – 2           |
| 1995   | „Тончо Русев. Ти сън ли си... 1“                                           | MC      | Мега музика      | 100 094-1             |
| 1995   | „Тончо Русев. Ти сън ли си... 2“                                           | MC      | Мега музика      | 100 095-1             |
| 1997   | „Тончо Русев. Любовни балади“                                              | CD      | Мега музика      | 200 14                |
| 1998   | „Тончо Русев. Обичам те!“                                                  | CD      | Riva Sound       | RSCD-3051             |
| 2000   | „Тончо Русев. Рожден ден“                                                  | CD      | StefKos Music    | SM0008003             |
| 2000   | „Тончо Русев. Огън от любов“ (любовни дуети)                               | CD      | StefKos Music    | SM0103031             |
| 2000   | „Веселин Маринов. Винарната на любовта“                                    | CD      | Пайнер           | PNR 2004292 – 83      |
| 2005   | „Хитовете“                                                                 | CD и MC | StefKos Music    | SM 0510096            |
| 2009   | „Любими български хитове по музика на Тончо Русев и текст на Ваньо Вълчев“ | CD      | BG Music company | МК №54022/ 10.02.2009 |
| 2012   | „Тончо Русев. Златните хитове на България“ (I и II ч.)                     | 2 CD    | StefKos Music    | SM 01602              |

## Награди и отличия
Негови песни са получавали много награди в редица български конкурси („Златният Орфей“, „Песни за морето, Бургас и неговите трудови хора“, „Тракия Фолк“ (попфолк певицата Силвия изпълнява песента му „Хей, ревнивецо“ и е удостоена с награда), 6 пъти „Мелодия на годината“, „Пирин фолк“, 10 пъти печели Пролетния радиоконкурс). Носител е на международни награди от фестивалите в Париж, Токио, Видя дел Мар (Чили), Дрезден, Сопот и др.
През 1981 г. от фестивала „Златният Орфей“ получава Голяма награда за цялостно творчество.
Почетен гражданин на Бургас от 2000 г.
Получава награда за цялостен принос към балканската музика на „Охрид фест – Охридски трубадури 2007“.
През 2007 г. получава и орден „Стара планина“ за изключително големите му заслуги към Република България в областта на културата.
На 6 декември 2017 г. става първият носител и кавалер на „Сребърния кръст на свети Николай“ на община Бургас. Това отличие е с най-висок ранг.

## Скандалът „Бургас и морето“
През 2008 г. Маргарита Хранова участва в конкурса „Бургас и морето“ с песен на Тончо Русев, но не е допусната до финала, а отпада в предварителния кръг.
Ваня Щерева оценява само с една точка от възможни десет песента на Хранова и Русев, като е обвинявана, че по този начин я е дисквалифицирала. Нона Йотова, друг участник в конкурса, обвинява журито в корупция и нарича конкурса „шибан“. В отговор Ваня Щерева заявява: „Беше ми много смешно, когато чух, че аз съм скъсала Тончо Русев. Някои музиканти си мислят, че са абонирани за фестивалите. Няма вечни неща – и на най-добрия творец се случва да напише и недобри произведения“.

## Хитове на Тончо Русев
- Ти сън ли си – Лили Иванова
- Този свят е тъй прекрасен – Лили Иванова
- Танго със спомена – Лили Иванова
- Наше лято – Лили Иванова
- У дома – Лили Иванова
- Предупреждение – Лили Иванова
- Не всичко е пари, приятелю – Лили Иванова
- Преди да тръгнеш – Лили Иванова
- Панаири – Лили Иванова
- Обичам те – Лили Иванова
- За обич съм родена – Лили Иванова
- Дали за теб съм пак онази същата – Лили Иванова
- Птицата – Лили Иванова
- Детство – Лили Иванова
- Измислица – Лили Иванова, както и в изпълнение на Кичка Бодурова
- Грешница на любовта – Лили Иванова
- Вечен бяг – Лили Иванова и Асен Гаргов
- С любов да минем през света – Лили Иванова и Асен Гаргов
- Господи, колко си хубава – Деян Неделчев, както и в изпълнение на Ивайло Гюров
- А дали е така – Васил Найденов
- Ако те погаля – Силвия Кацарова и „LZ“
- Ако жена не те признае – Веселин Маринов
- Безсъница – Богдана Карадочева
- Без любов – изпълняват: Йорданка Варджийска, Веселин Маринов и Йордан Марков
- Всичко е музика – Росица Кирилова и Георги Христов
- В края на лятото – Доника Венкова
- Закъснялата любов – Ваня Костова
- Нека бъда твоята есен – Ваня Костова
- Вишна – Ваня Костова
- Конче мое – Ваня Костова
- Казана дума-хвърлен камък – Йорданка Христова
- Клоунът – Васил Найденов
- Време е изглежда – Панайот Панайотов
- Материя (От любов не се умира) – Панайот Панайотов
- Твоят мъжки път (Хей, живот, здравей, здравей) – Христо Кидиков
- Твой съм аз – Христо Кидиков и Доника Венкова
- Хоро – Христо Кидиков
- Приказка – Христо Кидиков
- Пред есен – Йорданка Христова
- Години, години – Богдана Карадочева
- Сама с вятъра – Богдана Карадочева
- Сбогом, казах – Васил Найденов
- Илюзия – Георги Христов
- Може би – Сигнал
- Младо вино – Райко Кирилов и Йорданка Варджийска
- Горчиво вино – Веселин Маринов
- За теб, Българийо! – Веселин Маринов
- Трифон Зарезан – Веселин Маринов
- Нашата полиция – Веселин Маринов
- Незабрава – Катя Филипова
- Нощ над града – Домино
- Нощна песен (Кой ще каже какво е любов) – Тоника СВ
- Неочаквана сълза – Росица Кирилова и Георги Христов, както и в изпълнение на Веселин Маринов
- Не е пух от тополи – Диана Дафова и Орлин Горанов
- Някога, но не сега – дует Ритон
- Не ме гледай така, момче – Камелия Тодорова
- Не наричай навика любов – Фоноекспрес
- Обич – Петя Буюклиева
- Остаряваме бавно – Богдана Карадочева и Стефан Димитров
- Огън от любов – Силвия Кацарова и Васил Найденов
- Обичам те – Силвия Кацарова
- Обещай ми любов – Силвия Кацарова
- Особен сезон – Кичка Бодурова
- Провинциална пролет – Силвия Кацарова
- Прегърни ме – дует Ритон
- Рожден ден – Веселин Маринов
- Търси се – „Студио В“
- Телефонна любов – Васил Найденов
- Ти си любовта – Веселин Маринов
- Топъл дъжд – Силвия Кацарова, както и в изпълнение на Тони Дачева
- Шапката ми падна – Силвия и Нончо Воденичаров
- Приятелство – Нончо Воденичаров
- Високо – Нончо Воденичаров
- Точно в пет – Братя Аргирови
- Труден характер – Мими Иванова
- Завръщане на полските щурчета – Петър Чернев
- Здравей наместо сбогом – Мими Иванова и Развигор Попов
- Златен мой – Нели Рангелова
- Зимна ваканция – Росица Борджиева
- Последната спирка – Петя Буюклиева
- Радостта като сълза – Петя Буюклиева
- Очакване – Росица Ганева
- Доброта – Росица Кирилова
- Месечинко, чакай – Росица Кирилова
- Безкрайно лято – Стефка Берова и Йордан Марчинков
- Кръстопът – Ст. Берова и Й. Марчинков
- Когато се разделяме до утре – Ст. Берова и Й. Марчинков
- Есенни гнезда – Ст. Берова и Й. Марчинков
- Цъфтят бадеми – Ст. Берова и Й. Марчинков
- Целият ми свят – Мариана и Тодор Трайчеви
- Чудо – Васил Найденов
- Чудакът – Йорданка Христова и Иво Гюров
- Часове за обич – Елвира Георгиева
- Думи – Деян Неделчев
- Обич за обич – Деян Неделчев
- Като лъвовете – Деян Неделчев
- Една мечта – Мустафа Чаушев
- За две ръце – Мустафа Чаушев
- Зимно море – Мустафа Чаушев
- Пеперуди – Мустафа Чаушев
- Погледни ме в очите – Мустафа Чаушев
- Пролет – Мустафа Чаушев
- Пролет – Петя Буюклиева и Георги Христов
- Тихо вятърът тича – Георги Станчев
- Жена на балкона – Веселин Маринов
- Лунапарк – Кичка Бодурова
- Грешници – Мими Иванова
- Лятото – дует Ритон
- Послеслов – дует Ритон
- Капитане – Захари Чернев
- Цветелина – Щурците

## Памет
- През 2021 година в Бургас, в Културния дом на нефтохимика, е кръстена зала на името на Тончо Русев. Там е пренесено и пианото на композитора, на което са се родили хитовете му, написани по текстове на именити български поети.[11]
- От 2022 година в София малка улица до Парк-хотел „Москва“ носи името на композитора (Карта).[12][13]